# Thomas Reuter (Basketballspieler)
Thomas Jorrit Reuter (* 25. Januar 1992 in Hagen) ist ein deutscher Basketballspieler. Der Flügelspieler ist 1,98 Meter groß.

## Laufbahn
Reuter spielte in der Jugend des TuS Breckerfeld, bei Brandt Hagen sowie BBV Hagen. Für letzteren Verein sammelte er auch erste Erfahrung im Herrenbereich in der Regionalliga. Von 2010 bis 2012 bestritt er für Phoenix Hagen fünf Partien in der Basketball-Bundesliga, während er dank einer „Doppellizenz“ hauptsächlich für den BSV Wulfen in der 2. Bundesliga ProB spielte.
Von 2012 bis 2014 studierte und spielte Reuter an der Eastern Washington University in den Vereinigten Staaten. Er kam auf 59 Einsätze für „EWU“ und erzielte im Schnitt 3,9 Punkte je Begegnung.
Nach der Rückkehr in sein Heimatland spielte Reuter von 2014 bis 2017 für die Iserlohn Kangaroos in der 2. Bundesliga ProB, im Vorfeld der Saison 2017/18 wechselte er zum ProB-Aufsteiger Schwelmer Baskets. Dort wurde ihm in seinem ersten Jahr das Amt des Mannschaftskapitäns übertragen. In der Sommerpause 2019 wechselte er zu den Paderborn Baskets in die 2. Bundesliga ProA. Er stand in Paderborn in 26 Zweitligaspielen auf dem Feld und erzielte 4,1 Punkte pro Begegnung. 2020 wurde er vom Drittligisten UBC Münster verpflichtet. 2022 stieg er mit Münster als Nachrücker in die 2. Bundesliga ProA auf. Auch bei dem Verein war er Mannschaftskapitän, Reuter verließ Münster im Sommer 2023.
Reuter kehrte zur Saison 2023/24 zum Drittligisten Schwelm zurück. Er erzielte in 32 Einsätzen für Schwelm im Durchschnitt 12,1 Punkte und traf eine Gesamtzahl von 69 Dreipunktewürfen während des Spieljahres 2023/24. Im Sommer 2024 schloss sich Reuter dem Regionalligisten BBA Hagen an.

### Nationalmannschaft
Reuter kam in den Altersbereichen U16 und U18 zu Länderspieleinsätzen für die deutschen Nationalmannschaften. Im Frühjahr 2010 nahm er mit der U18 am Albert-Schweitzer-Turnier teil.